# Quilmes Atlético Club
Pour les articles homonymes, voir Quilmes.
Maillots
Le Quilmes Atlético Club est un club de football argentin basé dans la ville de Quilmes, dans la province de Buenos Aires.

## Historique
- 27 novembre 1887 : fondation du club
- 24 avril 1995 : inauguration du stade

## Palmarès
- Champion d'Argentine : 1912, Metro. 1978
- Champion d'Argentine de deuxième division : 1949, 1961, 1975, 1991
- Champion d'Argentine de troisième division : 1987

## Anciens joueurs
- Luis Andreuchi
- Pablo Batalla
- Jorge Gibson Brown
- Pedro Dellacha
- Ubaldo Fillol
- Dougall José Montagnoli (es)

## Photographies

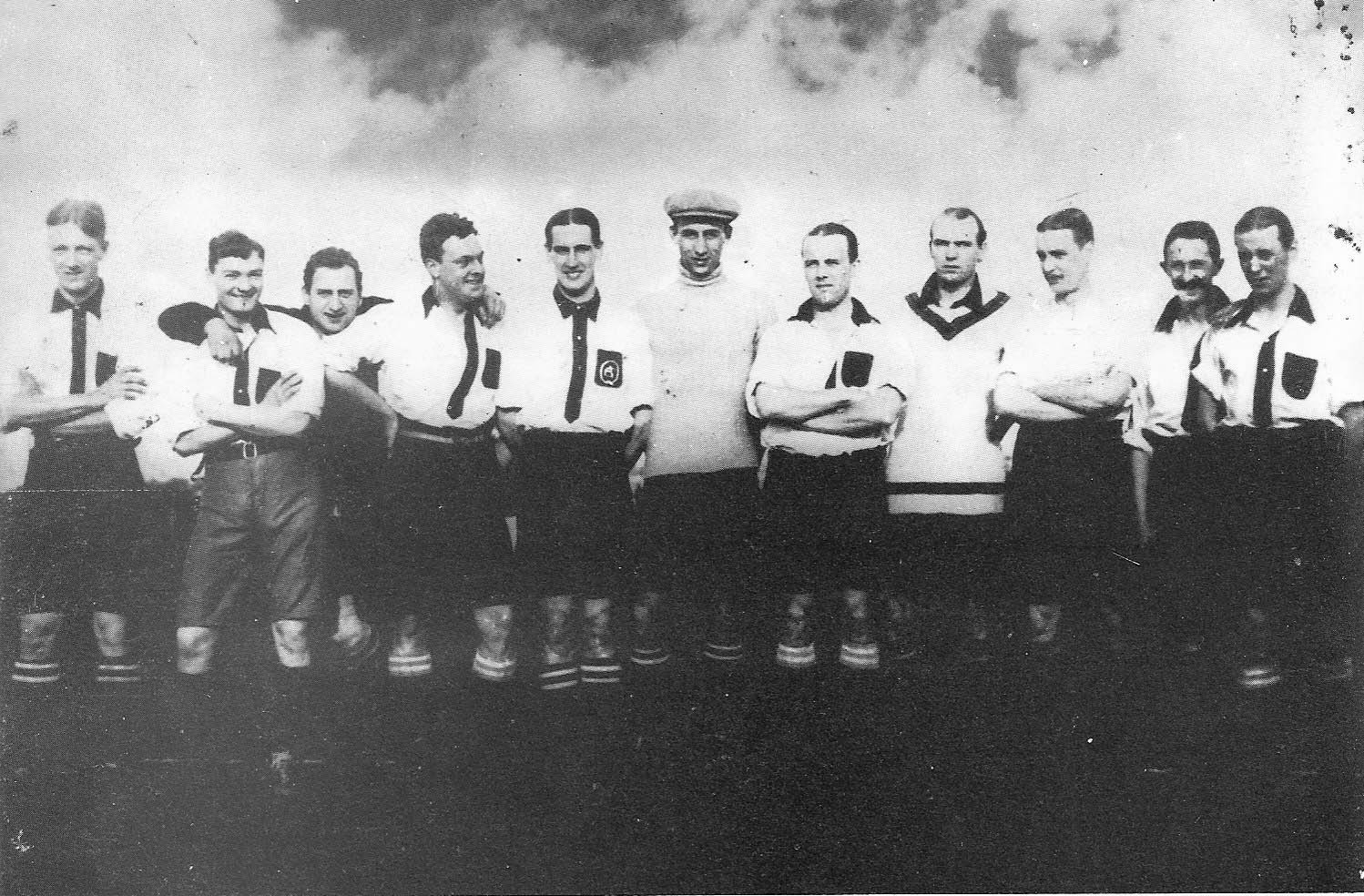
L'équipe qui remporte le premier titre du club en 1912.
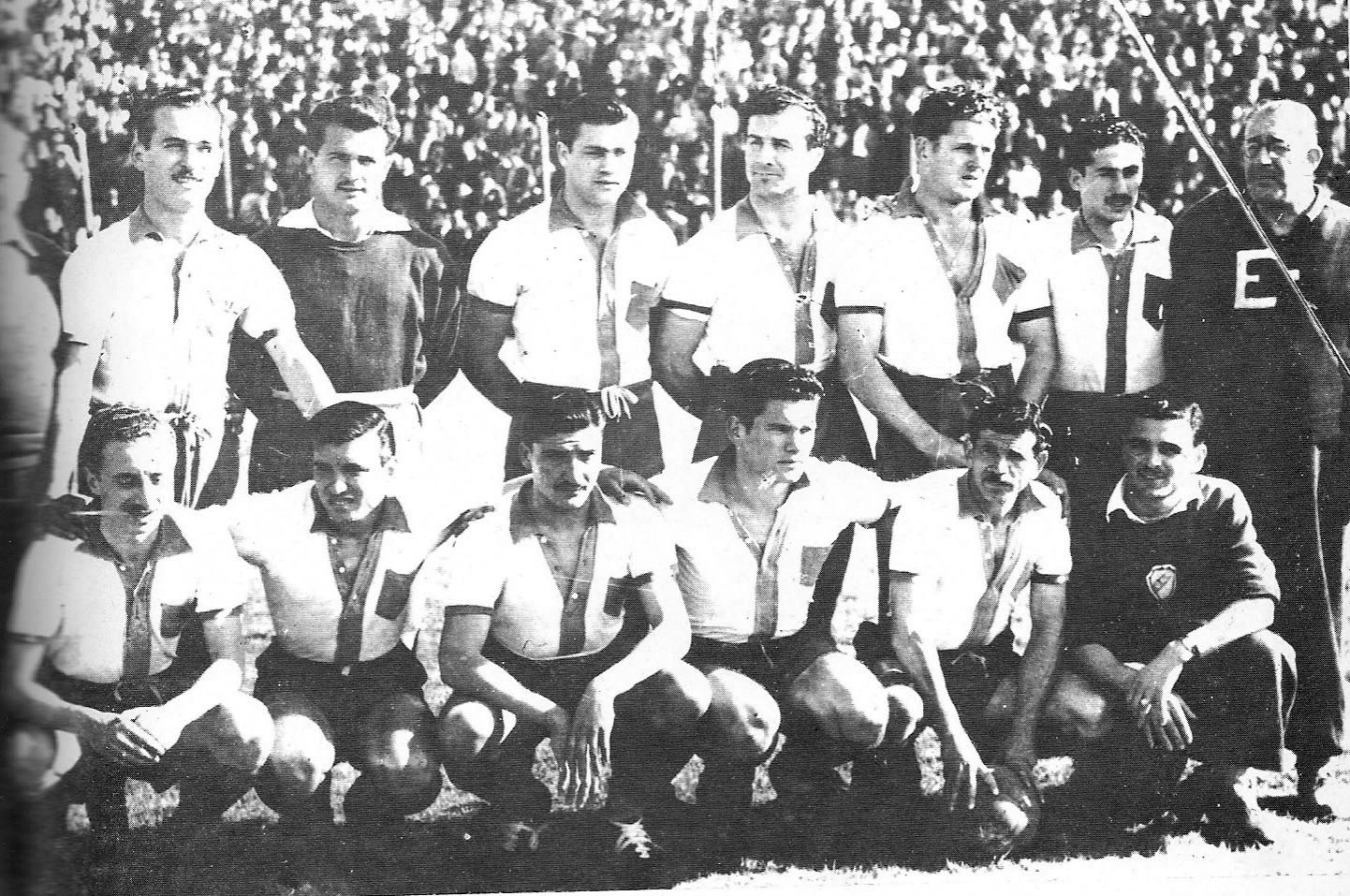
L'équipe qui obtient la promotion en Primera en 1949.
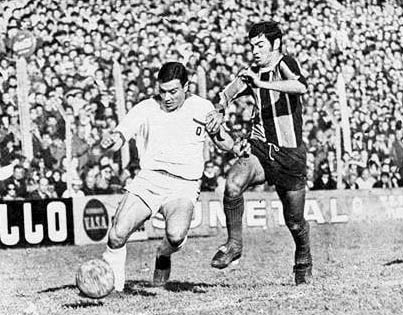
L'attaquant Luis Leeb à la lutte avec Bargas (Chacarita) en 1969.
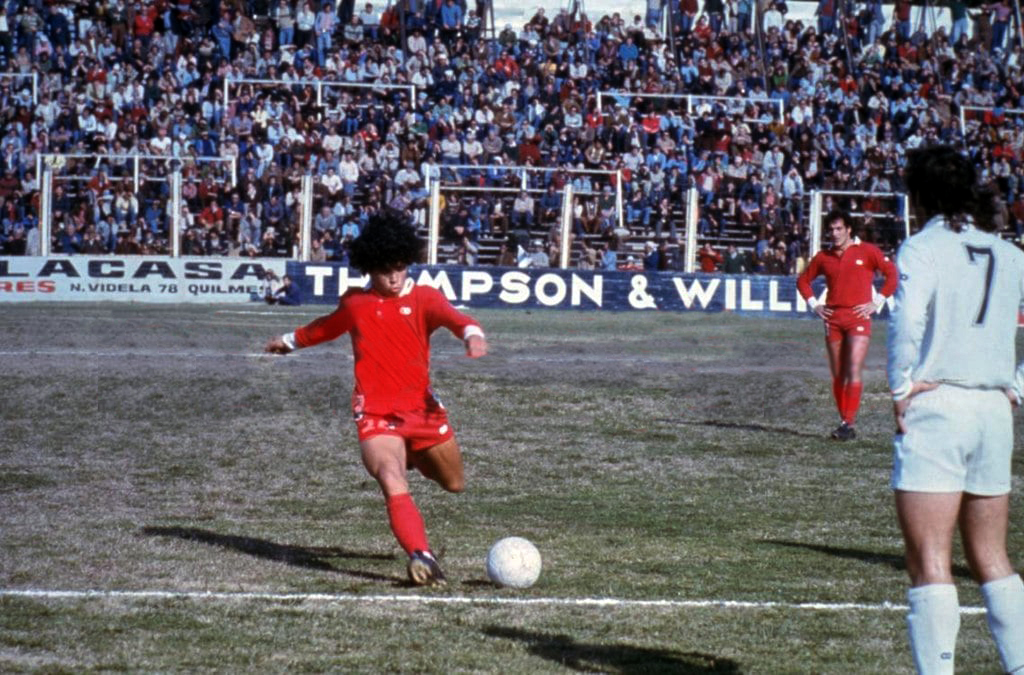
Diego Maradona (Argentinos) opposé à Quilmes en 1977.
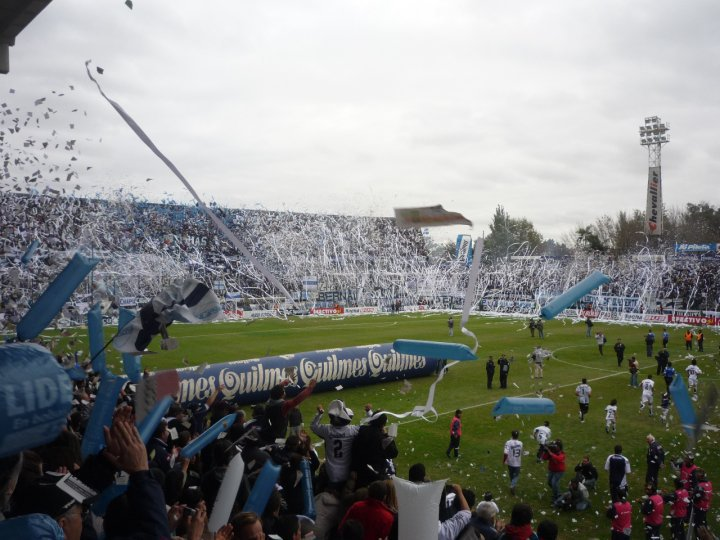
Le stade Centenario en 2010.